# Tundratrut
Tundratrut (Larus heuglini) är en palearktisk häckfågel i familjen måsfåglar som tillhör det så kallade gråtrutskomplexet. Den är en smäcker trut med smala och spetsiga vingar, och den adulta fågeln har i sommardräkt gula ben och svartgrå mantel. Den betraktas oftast som en del av silltruten, men resultat från nyligen utförda studier pekar på att tundratruten bättre beskrivs som en egen art.

## Utseende

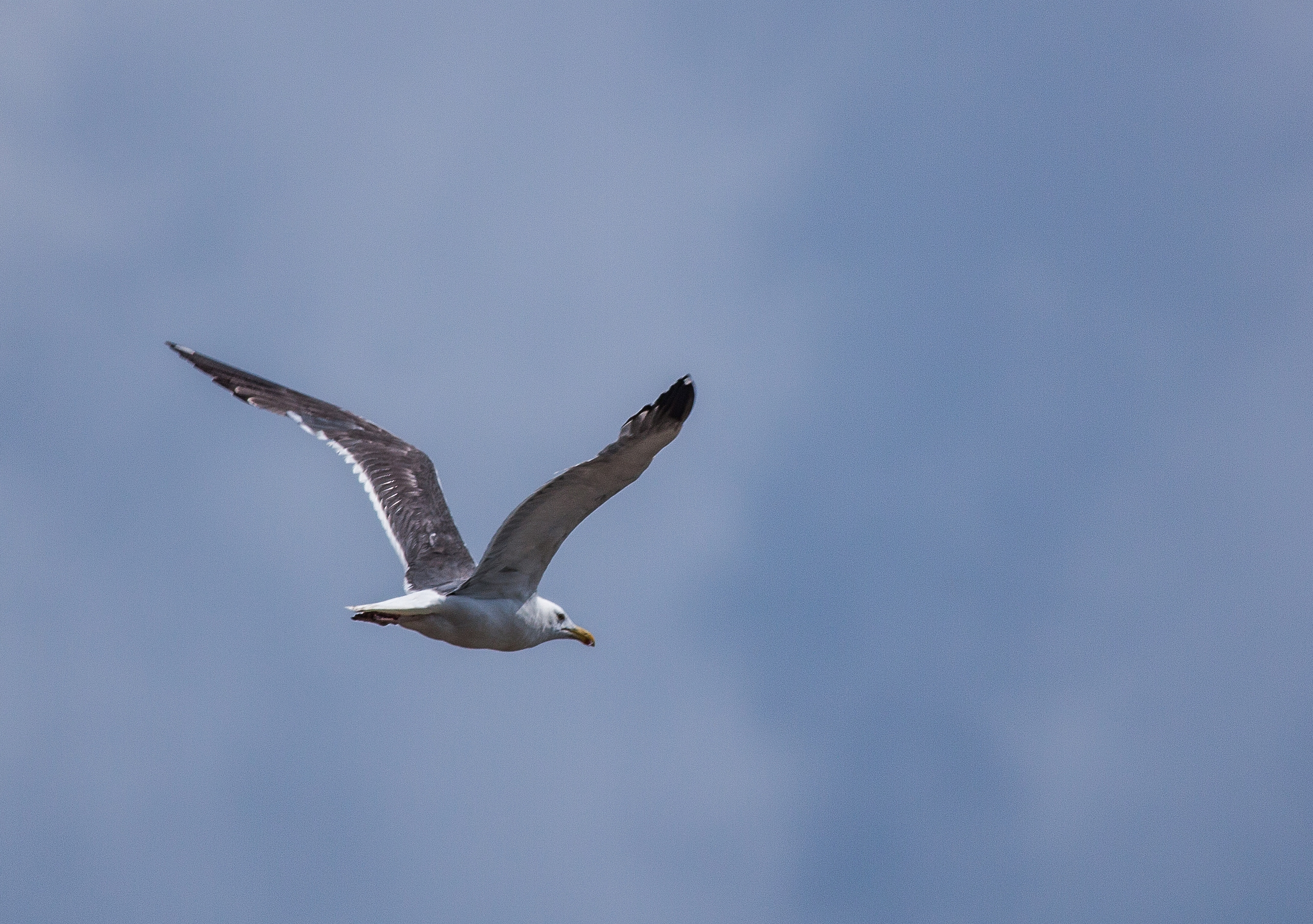
Adult tundratrut i september. Notera slitna vingpennor och helt ostreckat huvud eftersom den inte påbörjat ruggningen.

Tundratruten är en stor trut som ser långvingad ut. Den har ett rundat huvud och kraftig näbb. I adult sommardräkt är en individ av undertarten heuglini framförallt lik en ljusmantlad silltrut av rasen graellsii, men heuglini har ofta mindre vitt på handpennorna och är något större. Tundratruten behåller även sommardräkten längre in på hösten och i vinterdräkt har den mindre kraftig streckning på huvudet. Utöver huvudet så har den i vinterdräkt en ganska markerad streckad "halsboa".
Tundratruten ruggar senare än de flesta andra arter inom gråtrutskomplexet varför de fortfarande har ostreckat huvud och slitna vingpennor i september och oktober. Ibland är inte vingpennorna helt färdigruggade förrän i februari/mars medan huvudet fortfarande är streckat.
Tundratruten mäter 51–65 cm, har ett vingspann på 124–150 cm och väger 0,55–1,2 kg. Juvenilen har mörk näbb som får ljus bas under vintern med mörk näbbspets. Adult har istället en blekgul näbb på vintern som blir kraftigare gul vig häckningstid med stor röd fläck vid gonysvinkel. Adult har röd orbitalring och ljus iris men vintertid blir iris mörkfläckad och ögat kan uppfattas som mycket mörkt. Benen är orange under vintern och blir gula under häckningstid.

## Ekologi
Tundratruten av underarten heuglini häckar i spridda kolonier på tundran i inlandet medan barabensis häckar i stora täta kolonier. Den lever främst av blötdjur, maskar och kräftdjur.

## Systematik och utbredning
Tundratruten har länge behandlats som en underart av silltrut men sentida studier indikerar att genflödet mellan dessa taxa är litet. Sedan 2017 urskiljer därför Sveriges ornitologiska förening tundratruten som en egen art, medan de allra flesta större auktoriteter fortfarande för den till silltruten.
Tundratruten delas upp i två till tre underarter:
- Larus heuglini heuglini – häckar från Vita havet och Kolahalvön och österut till Tajmyr
- Larus heuglini barabensis ("stäpptrut") – häckar i Centralasien söder om heuglini, från sydöstra Uralbergen till norra Kazakstan.
- Larus heuglini taimyrensis – Tajmyrhalvön, men häckningsområdet är dåligt känt. Omdiskuterat taxon som placeras här i väntan på mer forskning.

Taxonet barabensis har tidigare ofta förts som underart till kaspisk trut, och tidigare än så även till gråtrut, men sentida studier indikerar att den genetiskt är närmare heuglini. Eftersom det förekommer skillnader i både biometri och häckningsekologi finns det förslag om att även barabensis borde få  artstatus under namnet ”stäpptrut”. Till tundratrut förs ibland även taxonet taimyrensis vars taxonomiska status är omdiskuterat. Möjligen utgör det en hybridpopulation mellan tundra- och vegatrut.
I hybridzonen där silltruten av underarten fuscus och tundratruten av underarten heuglini möts är de åtskilda genom olika födosöksstategier och habitatpreferenser. Silltruten föredrar kustnära miljöer medan tundratruten häckar på tundran i inlandet.
Tundratruten är en flyttfågel som övervintrar i Östafrika, sydvästra Asien och Indien. Ett mindre antal uppträder även vintertid i Sydostasien. Taxonet taimyrensis observeras vintertid i mindre antal utmed Kinas kust, Taiwan, Korea och Japan. Tundratruten har observerats så långt söderut som Sydafrika och den observeras regelbundet i Västeuropa, exempelvis i Finland där den även observerats i häckningstid. Utanför sitt utbredningsområde kan den vara förbisedd på grund av sin likhet med silltrut.